# Adler Emma
Adler Emma (Debrecen, 1858. május 20. – Zürich, 1935. február 23.) osztrák újságíró és író.

## Életpályája
1864-ben azt állította, hogy szexuális bántalamzás áldozata lett, és utána már nem tartotta magát szűznek, ezért nem házasodhatott meg. 1874-ben a szocializmus felé fordult.
1878-ban találkozott Victor Adlerrel, aki orvosként dolgozott a bécsi Általános Kórház pszichiátriai klinikáján, majd a szegények orvosa lett, mielőtt politikailag aktívvá vált. Intenzíven tanulmányozta az irodalmat. 1887-ben megjelentette Goethe és Frau von Stein című művét.
Victor Adler 1888–1889 között az osztrák Szociáldemokrata Munkáspárt (SDAP) alapítója és elnöke lett, amikor a két baloldali politikai áramlatot sikerült egy pártba egyesíteni. Vagyonát fokozatosan használták fel a szociáldemokrácia érdekében végzett munkájában; Emma nagy bizonytalanságot érzett. Ezen felül Bécsben tombolt az antiszemitizmus, Victor Adler barátai között is. A család a protestantizmusra való átállás ellenére ellenséges volt.
1891-ben Adler Emma már nem volt képes megbírkózni anyai szerepével, férje támogatójával és szerzőjével. Mentálisan összeomlott, sok időt töltött elmegyógyintézetekben és szanatóriumokban; 2-3 év után felépült. Ezt követően ismét produktív szakaszba lépett: fordításokkal és újságíró munkával foglalkozott angol és francia nyelven.
1900 körül kiderült, hogy lányának, Marie-nek gyógyíthatatlan elmebetegsége van. 1905-ben férjét először választották meg a Reichsratba, az osztrák parlamentbe, amelynek 1918-ig tagja volt. 1906-ban jelent meg fő műve A francia forradalom híres női; 1907-ben megjelent életrajza Jane Welsh Carlyle-ról, Thomas Carlyle angol történész és filozófus feleségéről.
1916-ban, az első világháború közepén, fia, Friedrich agyonlőtte Karl von Stürgkh miniszterelnököt. Ezért halálra ítélték; IV. Károly magyar király börtönre enyhítette, és az uralkodótól 1918. november 1-én amnesztiát kapott.
Victor Adler a Reichsrat vagy annak képviselőházának egyik legfontosabb parlamenti képviselője volt az osztrák monarchia elmúlt tíz évében.
A családban tapasztalható izgalom és főleg férje korai halála – aki a köztársaság egyik legfontosabb politikusa volt – mély depressziót okozott számára, ami csak akkor fejeződött be, amikor Svájcba költözött.
1925-ben fiához, Friedrich-hez költözött Zürichbe.
Élete során súlyos depresszióval küzdött, és 1935-ben a svájci Zürichben halt meg.

### Munkássága
Szépirodalmi művekről, történelmi regényekről, fordításokról, valamint Karl Kautsky-val folytatott levelezéséről ismert. Szocialista volt, aki az akkori zsidó írókkal, mint például Hedwig Dohm, Bertha Pappenheim és Hedwig Lachmann együtt "a politikai tevékenységet a művészi kreativitással ötvözte". Az Arbeiterinnen-Zeitung kiadója volt.

## Családja
Heinrich Braun testvére volt; Victor Adler orvos és politikus felesége, aki Ausztriában megalapította az osztrák szociáldemokrata pártot. 1878-ban házassáodtak össze, három gyermekük született: Friedrich (1879–1960), Marie (1881-) és Karl (1885-).

## Fordítás
- Ez a szócikk részben vagy egészben  az   Emma Adler című angol Wikipédia-szócikk ezen változatának fordításán alapul.  Az eredeti cikk szerkesztőit annak laptörténete sorolja fel. Ez a jelzés csupán a megfogalmazás eredetét és a szerzői jogokat jelzi, nem szolgál a cikkben szereplő információk forrásmegjelöléseként.
- Ez a szócikk részben vagy egészben  az   Emma Adler című német Wikipédia-szócikk ezen változatának fordításán alapul.  Az eredeti cikk szerkesztőit annak laptörténete sorolja fel. Ez a jelzés csupán a megfogalmazás eredetét és a szerzői jogokat jelzi, nem szolgál a cikkben szereplő információk forrásmegjelöléseként.